# Comuna de Pilzno
Pilzno (polaco: Gmina Pilzno) é uma gminy (comuna) na Polónia, na voivodia de Subcarpácia e no condado de Dębicki. A sede do condado é a cidade de Pilzno.
De acordo com os censos de 2004, a comuna tem 17 215 habitantes, com uma densidade 104,2 hab/km².

## Área
Estende-se por uma área de 165,21 km², incluindo:
- área agricola: 66%
- área florestal: 24%

## Demografia
Dados de 30 de Junho 2004:
|                      | Total   | Total | Mulheres | Mulheres | Homens  | Homens |
| -------------------- | ------- | ----- | -------- | -------- | ------- | ------ |
|                      | pessoas | %     | pessoas  | %        | pessoas | %      |
| População            | 17 215  | 100   | 8602     | 50       | 8613    | 50     |
| Densidade (pop./km²) | 104,2   | 100   | 52,1     | 52,1     | 52,1    | 52,1   |

De acordo com dados de 2002, o rendimento médio per capita ascendia a 1204,07 zł.

## Subdivisões
- Bielowy, Dobrków, Gębiczyna, Gołęczyna, Jaworze Górne, Jaworze Dolne, Lipiny, Łęki Dolne, Łęki Górne, Machowa, Mokrzec, Parkosz, Podlesie, Połomia, Słotowa, Strzegocice, Zwiernik.

## Comunas vizinhas
- Brzostek, Czarna, miasto Dębica, Jodłowa, Ryglice, Skrzyszów